# Галерея Чанлан
Длинный коридор (кит. трад. 長廊, упр. 长廊, пиньинь Cháng Láng, палл. Чанлан) — 728-метровый крытый переход, соединяющий важнейшие объекты Летнего дворца в Пекине, как часть его ансамбля, с 1998 года входит в список всемирного наследия ЮНЕСКО. Внесён в онлайн-версию Книги рекордов Гиннесса как самый длинный в мире крытый деревянный коридор, а также в некоторые её печатные издания. Построен при Цяньлуне в 1750 году, повреждён при боевых действиях 1860 года, восстановлен 26 лет спустя. Галерея разделена на 273 секции, содержащие пейзажи, батальные и жанровые сцены, которые иллюстрируют китайскую литературу, мифологию и историю. Общее количество сюжетов оценивается в 14 тысяч.